# Provincia de Borneo Septentrional
Borneo Septentrional (en indonesio: Kalimantan Utara) es una provincia de Indonesia. Está ubicada en la parte indonesia de la isla de Borneo la cual ocupa la parte noreste de la isla. El territorio que comprende la provincia tenía una población de aproximadamente 525 000 personas según el censo de 2010; la última estimación oficial (para diciembre de 2013) era de 628 331 habitantes.
Limita con los estados malasios de Sabah al norte y Sarawak al oeste, y con la provincia indonesia de Borneo Oriental al sur.
Creada el 25 de octubre de 2012, es la provincia más reciente de Indonesia. Comprende un área de 72 275,12 kilómetros cuadrados. El territorio de la provincia era parte de Kalimantan Oriental.

## Transporte
El aeropuerto de Tarakan en la isla del mismo nombre sirve a la provincia, así como un puerto internacional de ferry con servicios a Malasia desde Tawau.  No hay ningún puente internacionales terrestres - la entrada a la parte continental de la provincia es por ferry desde Tarakan o por carretera desde el sur. Grandes tramos de las carreteras de esta provincia son zanjas de barro sin pavimentar.

## Divisiones administrativas
Kalimantan Septentrional está dividido en cuatro regencias (kabupaten) y una ciudad (kota):
| Nombre      | Área (km²) | Población Censo 2010 | Población estimada en 2013 | Capital       |
| ----------- | ---------- | -------------------- | -------------------------- | ------------- |
| Tarakan     | 250,80     | 193 370              | 220 200                    | Tarakan       |
| Bulungan    | 13 181,92  | 112 663              | 154 934                    | Tanjung Selor |
| Malinau     | 39 766,32  | 62 580               | 71 501                     | Malinau       |
| Nunukan     | 14 247,50  | 140 841              | 162 711                    | Nunukan       |
| Tana Tidung | 4828,58    | 15 202               | 18 985                     | Tideng Pale   |
| Total       | 72 275,12  | 524 656              | 628 331                    |               |